# Kuru
Kuru là một chi khủng long, được Napoli, Ruebenstahl, Bhullar, Turner, & Norell mô tả khoa học năm 2021.